# Fuks
Fuks er en betegnelse for en hest med en ensartet, rødlig farve på kroppen, man og hale.